# 아마사쿠라촌
아마사쿠라촌(일본어: 雨桜村)은 일본 시즈오카현의 서부, 사야군・오가사군에 속했던 촌이다. 현재의 가케가와시 중심부의 북쪽, 다다미강 상류에 해당한다.

## 역사
- 1889년 4월 1일 - 정촌제 시행에 의해 사야군 아마사쿠라촌이 성립하였다.
- 1896년 4월 1일 - 군제 시행에 의해 오가사군 다루키촌이 되었다.
- 1932년 10월 1일 - 다루키촌과 합병해 가케가와시가 성립하여, 동일 아마사쿠라촌은 폐지되었다.

## 참고문헌
- 『가도카와 일본 지명 대사전 22 静岡県』。